# Canadian Tire Motorsport Park
Le Canadian Tire Motorsport Park, plus connu sous le nom de Mosport est un circuit automobile situé au nord de Bowmanville en Ontario (Canada). Le complexe comprend un circuit routier de 3,96 km, un circuit de formation et d'entraînement de 2,88 km (le CTMP Driver Development Track) incluant un Skidpad de 1 000 pieds × 150 pieds (304,8 m × 45,72 m) et un circuit de karting de 1,5 km (le Mosport International Karting).
Le nom « Mosport » est la contraction de « motor » et « sport ».
La construction du circuit routier a débuté à la fin des années 1950 et la première course d'importance s'est tenue en 1961, la Player's 200, course de voitures de sport remportée par Stirling Moss.
Le Grand Prix automobile du Canada de Formule 1 s'y est tenu en 1967, 1969, 1971, 1972, 1973, 1974, 1976 et 1977. En plus de la Formule 1, Mosport a été le théâtre de nombreuses épreuves internationales de haut niveau dont des courses de l'USAC, du Championnat du monde des voitures de sport (World Sportscar Championship ou WSC), de la populaire série CanAm (Canadian-American Challenge Cup), de l'American Le Mans Series, de la Trans-Am Series et de la NASCAR Pinty's Series qui présente une épreuve sur le circuit routier et une autre sur l'ovale. La populaire série Nascar Camping World Truck Series y fera sa première apparition en 2013.
De 1989 à 2013 existait aussi une piste ovale asphaltée d'un demi mille (0,8 km) pour les courses de stock-car (le Mosport Speedway, fermé en 2013).
En 2012, à la suite d'une entente de partenariat avec Canadian Tire, le complexe est rebaptisé « Canadian Tire Motorsport Park ».

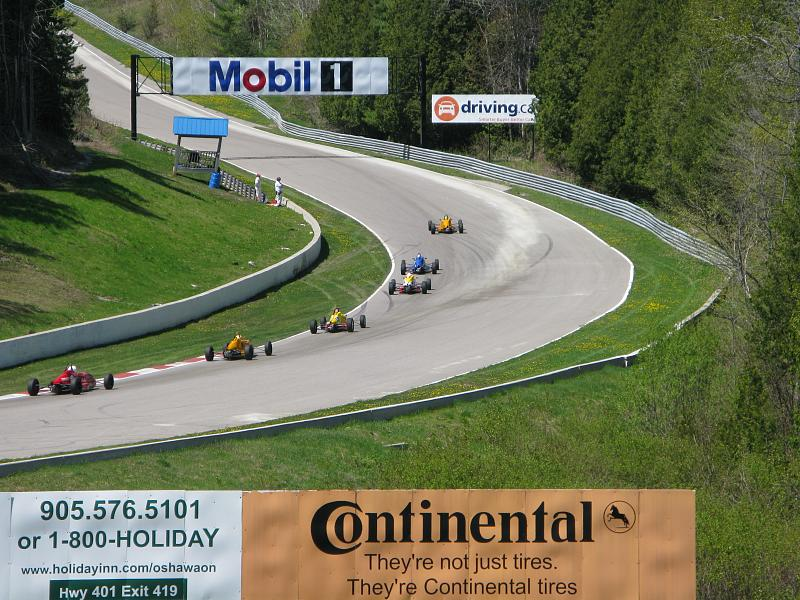
MosportFF (Formule Ford).

## Résultats des courses de Formule 1
| Année | Date         | Pilote             | Écurie        | Résultats |
| ----- | ------------ | ------------------ | ------------- | --------- |
| 1967  | 27 août      | Jack Brabham       | Brabham-Repco | Résultats |
| 1969  | 20 septembre | Jacky Ickx         | Brabham-Ford  | Résultats |
| 1971  | 24 octobre   | Jackie Stewart     | Tyrrell-Ford  | Résultats |
| 1972  | 19 septembre | Jackie Stewart     | Tyrrell-Ford  | Résultats |
| 1973  | 23 septembre | Peter Revson       | McLaren-Ford  | Résultats |
| 1974  | 22 septembre | Emerson Fittipaldi | McLaren-Ford  | Résultats |
| 1976  | 3 octobre    | James Hunt         | McLaren-Ford  | Résultats |
| 1977  | 9 octobre    | Jody Scheckter     | Wolf-Ford     | Résultats |

## Résultats des courses USAC Championship Car (Indy)
| Année | Date        | Pilote      |
| ----- | ----------- | ----------- |
| 1967  | 1er juillet | Bobby Unser |
| 1967  | 1er juillet | Bobby Unser |
| 1968  | 15 juin     | Dan Gurney  |
| 1968  | 15 juin     | Dan Gurney  |
| 1977  | 3 juillet   | A.J. Foyt   |

## Résultats des courses CanAm
| Année | Date         | Pilote                 |
| ----- | ------------ | ---------------------- |
| 1966  | 24 septembre | Mark Donohue           |
| 1967  | 23 septembre | Denny Hulme            |
| 1969  | 1er juin     | Bruce McLaren          |
| 1970  | 14 juin      | Dan Gurney             |
| 1971  | 13 juin      | Denny Hulme            |
| 1972  | 11 juin      | Denny Hulme            |
| 1973  | 10 juin      | Charlie Kemp           |
| 1974  | 16 juin      | Jackie Oliver          |
| 1977  | 21 août      | Patrick Tambay         |
| 1978  | 20 août      | Alan Jones             |
| 1979  | 3 juin       | Jacky Ickx             |
| 1980  | 22 juin      | Patrick Tambay         |
| 1981  | 14 juin      | Teo Fabi               |
| 1981  | 13 septembre | Teo Fabi               |
| 1982  | 6 juin       | Al Unser Jr.           |
| 1982  | 12 septembre | Al Unser Jr.           |
| 1983  | 5 juin       | Jacques Villeneuve Sr. |
| 1983  | 11 septembre | Jim Crawford           |
| 1984  | 10 juin      | Michael Roe            |
| 1984  | 9 septembre  | Michael Roe            |
| 1985  | 2 juin       | Horst Kroll            |
| 1985  | 15 septembre | Rick Miaskiewicz       |
| 1986  | 1er juin     | Horst Kroll            |
| 1986  | 14 septembre | Paul Tracy             |

## Événements musicaux
En plus de ses activités de sports motorisés, Mosport a aussi présenté quelques grands événements musicaux dont le Strawberry Fields Festival en 1970 avec, notamment, les groupes Procol Harum, Jethro Tull, Alice Cooper et Sly and the Family Stone, de même que le Canada Jam en 1978 avec en vedette les groupes Triumph, Kansas, the Doobie Brothers et Village People.

## Jeux vidéo
Le circuit est disponible dans le jeu 3D Grand Prix sorti en 1984.